# Аррау
Аррау, или тартаруга, или широкая щитоногая черепаха (лат. Podocnemis expansa), — вид пресноводных бокошейных черепах из семейства Podocnemididae. Самая крупная из бокошейных черепах и одновременно крупнейшая пресноводная черепаха Южной Америки. Питается в основном растительной пищей, гнездится обычно большими группами на песчаных берегах рек. Находится под серьёзной угрозой из-за охоты на взрослых черепах, сбора их яиц, загрязнения окружающей среды, уничтожения среды обитания и строительства плотин.

## Описание
Аррау может достигать массы до 90 кг, а длина карапакса — до 1,07 м. Однако большинство особей значительно меньше: средняя взрослая самка имеет длину панциря 64—71 см, а средний взрослый самец — 40—50 см. Помимо общего меньшего размера, самцов можно узнать по более длинному хвосту и более прямому панцирю, чем у самок. Сверху аррау коричневого, серого или оливково-зеленого цвета, однако фактический цвет может изменяться в зависимости от наличия растущих на панцире водорослей.

## Ареал и места обитания
Аррау широко распространена в экваториальной и тропической зонах Южной Америки, где обитает в бассейнах рек Амазонки, Ориноко и Эссекибо на территории Бразилии, Боливии, Перу, Эквадора, Колумбии, Венесуэлы и Гайаны. Иногда, обычно после паводков, отдельные особи появляются на острове Тринидад. Они встречаются в глубоких реках, прудах, пресноводных лагунах и затопленных лесах, с белой, чёрной и прозрачной водой.

## Питание
Взрослые черепахи аррау питаются почти исключительно растительной пищей, такой как фрукты, семена, листья, бобовые и водоросли, но также могут питаться пресноводными губками, яйцами и мертвыми животными (например, мертвой рыбой). В неволе эти черепахи питались мясом. Молодь питается рыбой и растительной пищей. Вид в основном активен в течение светлого времени суток.

## Размножение и жизненный цикл
Перед сезоном размножения черепахи аррау мигрируют в определённые места, где откладывают яйца. В некоторых местах гнездование происходит большими группами на пляжах, что снижает риск нападения хищников. На некоторых пляжах может гнездится до 500 самок. Спаривание происходит в воде. Во время и непосредственно перед сезоном гнездования эти черепахи часто греются на солнце, обычно группами. Предполагается, что дополнительное тепло ускоряет овуляцию у самок. В других случаях этот вид обычно не встречается на суше. На суше он обычно очень пуглив и при малейшем намёке на опасность прячется в воду. Самка откладывает в среднем 75—123 яйца (среднее количество варьируется в зависимости от региона), которые откладывает ночью в вырытое на пляже гнездо глубиной 60—80 см. Яйца откладываются во время межени и вылупляются, когда вода начинает подниматься. Если она поднимается слишком быстро или слишком рано, гнездо затопляется, и черепашата погибают внутри яиц. Пока гнезда не выкопаны хищниками, вероятность успешного вылупления обычно высока и составляет в среднем 83 %. Черепашата вылупляются из яиц примерно через 50 дней, а пол детенышей зависит от температуры в гнезде (самки при более высоких температурах, самцы при более низких). При вылуплении детеныши имеют длину около 5 см, они сразу же устремляются к воде, чем привлекают внимание многих хищников, поэтому только около 5 % детенышей когда-либо достигают мест нагула взрослых особей. Во время вылупления самки издают звуки, привлекающие детенышей; какое-то время они остаются вместе в затопленных лесах. Вокализация, по-видимому, играет важную роль в социальной жизни этой черепахи, в дополнение к звуку «подключения к только что вылупившимся детенышам» в период гнездования были зарегистрированы четыре основных звука: один используется во время миграции, один перед тем, как они вылезают из воды, чтобы погреться на солнце, один во время гнездования ночью и один, когда они находятся в воде после гнездования.
В дикой природе они могут достигать возраста 20 и более лет, а в неволе они живут не менее 25 лет. На основе некоторых научных моделей было подсчитано, что возраст самых крупных особей достигает 80 лет.

## Охрана
Черепаха аррау широко распространена и не считалась находящейся под угрозой исчезновения МСОП в 1996 году (год последнего полного обзора), но её численность резко сократилась, и Комиссия по выживанию видов МСОП (IUCN Species Survival Commission) в 2011 году рекомендовали считать их находящимися под угрозой исчезновения. Вид медленно созревает; некоторые предполагают, что самки достигают половозрелости в возрасте 4—8 лет, а другие предполагают, что примерно в 17 лет. Их социальное поведение, особенно на некоторых пляжах для гнездования, делает их и их яйца уязвимыми для людей. Помимо употребления в пищу, их иногда используют в традиционной медицине. По оценкам, на основных известных пляжах для гнездования количество гнезд упало с 34 000 в 1963 году до 4700 в 1981 году. По оценкам, только в средней части реки Ориноко в 1800 году гнездилось около 330 000 особей, но в 1945 году гнездилось менее половины этого числа, а к началу 2000-х оно упало до 700—1300. Помимо охоты и сбора яиц, угрозу для вида представляют также загрязнение окружающей среды, уничтожение среды обитания и строительство плотин, которые могут вызвать затопление мест гнездования. Несколько стран, в которых обитает аррау, приняли законы, защищающие этот вид, но охота и сбор яиц (даже если это незаконно) продолжаются. Был инициирован ряд природоохранных проектов. Например, в Бразилии охраняются 54 пляжа для гнездования, в Колумбии охраняются пляжи, используемые более чем 1000 самками, а с середины 1990-х годов в Венесуэле было собрано много тысяч яиц для безопасной инкубации и подращивания только что вылупившихся детенышей (самый опасный в их жизни период), которых затем выпустили в дикую природу. Аррау, как и все остальные щитоногие черепахи, внесена в Приложение II СИТЕС.
Медленный рост ограничивает потенциал крупного коммерческого разведения черепах. Тем не менее, в 2004 году только в Бразилии около 880 000 черепах различных видов содержались на 92 фермах (как коммерческих, так и природоохранных), и на некоторых из них содержат черепах аррау, также в полуинтенсивных фермерских системах.

## Фото
- Массовый выход аррау на берег для размножения
- Только что вылупившиеся черепашата на песчаном берегу
- Вылупление черепашонка из яйца
- Аррау в аквариуме
- Группа аррау греется на солнце
- Молодая аррау
- Бассейн для выращивания черепах аррау в Венесуэле